# Poirot joue le jeu
Pour les articles homonymes, voir Poirot joue le jeu (homonymie).
Poirot joue le jeu (titre original : Dead Man's Folly) est un roman policier d'Agatha Christie publié en octobre 1956 aux États-Unis, mettant en scène Hercule Poirot et Ariadne Oliver. Il est publié en novembre de la même année au Royaume-Uni, et l'année suivante, en 1957, en France.
Mme Oliver, célèbre autrice de romans policiers, invite Hercule Poirot à participer à une « course à l'assassin ». Celle-ci se déroulera dans le domaine de Georges Stubbs. Mais les événements ne se déroulent pas comme prévu. La fausse victime en devient une vraie, et Hattie, la femme de Sir Georges, vient à disparaître. Hercule Poirot, déjà sur place, ne peut tenter de résister à connaître la vérité. Et, comme à chacune de ses enquêtes, il la connaîtra et déterrera de vieux souvenirs.

## Personnages
- Hercule Poirot : détective privé belge
- Ariadne Oliver : célèbre auteure de romans policiers
- Inspecteur Bland : inspecteur
- Sergent Cottrell : policier chargé de l'affaire
- Sir George Stubbs : propriétaire du domaine de Nassecombe
- Hattie Stubbs : épouse de George
- Mme Folliat : femme dont la famille était auparavant propriétaire de Nassecombe
- Etienne de Sousa : cousin de Lady Stubbs
- Wilfred Masterton : membre du Parlement
- Mme Masterton : épouse de Wilfred
- Capitaine Warburton : conseiller politique de M. Masterton
- Alex Legge : physicien atomique
- Peggy Legge : femme d'Alex
- Miss Brewis : secrétaire de George
- Miss Lemon : secrétaire de Poirot
- Michael Weyman : architecte
- Marlène Tucker : guide
- Marilyn Tucker : petite sœur de Marlène
- Le vieux Bardle : batelier de 92 ans, père de Mme Tucker
- Mme et M. Tucker : parents de Marlène et Marilyn
- Hendel : le majordome
- Une randonneuse Italienne avec un sac à dos
- Une randonneuse Allemande avec un sac à dos
- Un randonneur portant une chemise avec des tortues

## Résumé

### Mise en place de l'intrigue
Hercule Poirot reçoit un appel téléphonique de son amie Mme Oliver, une romancière. Elle se trouve à Nasse, dans le Devon propriété de Sir George Stubbs et de son épouse Hattie. Mrs Oliver lui apprend qu'ils organisent une grande kermesse et qu'elle pressent dans cette organisation "quelque chose de mauvais". En rejoignant la maison, ils tombent d'abord sur des jeunes de l'auberge de jeunesse voisine puis sur Michaël Weyman, un architecte près de la folie (un petit temple grec). M. Poirot recontre ensuite Mrs Folliat, une dame âgée dont le domaine avait appartenu mais qui avait dû le vendre et qui habitait le pavillon du gardien. Une fois entrés dans la maison, ils font connaissance de Sir George Stubbs (qui avait acheté son titre), Hattie Stubbs (une jeune femme qui ne s'intéresse qu'à ses toilettes), Mrs Masterton (mariée au député), le capitaine Warburton (régisseur de la propriété des Masterton), d'Alec et Peggy Legge (jeunes mariés) et enfin de Miss Brewis (secrétaire et intendante). Par la suite, Poirot, tout en discutant avec Alec Legge, découvre qu'il est assez nerveux et pessimiste. Quand Miss Brewis lui montre sa chambre, Poirot comprend qu'elle déteste Lady Stubbs. Il discute avec Mrs Folliat qui lui apprend des détails sur la vie antérieure d'Hattie Stubbs. Il poursuit sa promenade jusqu'au bac de la rivière Helm et discute avec un viellard appelé le "vieux Bardle".

### Découverte d'un cadavre
Le lendemain, au petit-déjeuner, Hattie Stubbs reçoit une lettre de son cousin Etienne de Sousa qui arrive sur son yacht. Elle monte alors se reposer dans sa chambre mais éclate en sanglots devant Poirot et Sir George monte avec lui dans sa chambre. M. Poirot rencontre Mme Masterton qui lui prédit que Lady Stubbs sera en forme cette après-midi, pour la kermesse. Quelque temps après, une italienne et une hollandaise se font houspiller pour être entrées dans la propriété en voulant trouver le bac de la rivière Helm. L'après-midi, Poirot fait connaissance de Marlène Tucker, une jeune fille du village qui jouera le rôle du cadavre dans la course à l'assassin et qui lui révèle que son grand-père a déjà vu un cadavre assassiné. Il croise également Lady Stubbs qui est remise, selon la prédiction de Mme Masterton, qui est alors occupée à la tente des rafraîchissements avec Mme Folliat, et Alec Legge qui rentre au cottage qu'il loue avec sa femme. Poirot se dirige vers la tente de Mme Zuleika, une diseuse de bonne aventure dont le rôle est tenu par Peggy Legge qui, après sa prédiction, lui demande s'il est bientôt l'heure du thé pour aller prendre sa pause, puis observe l'italienne du matin à la kermesse. Peu après, le capitaine Warburton demande à Poirot s'il a aperçu Lady Stubbs. Etienne de Sousa fait son apparition. Hattie Stubbs étant introuvable, Sir George demande à Poirot d'aller s'informer auprès de Mme Oliver dans la roseraie. Ils rendent ensuite visite à la jeune Marlène (le "cadavre") dans la remise à bateau. Poirot constate alors qu'elle est morte et a été tuée il y a peu.

### Enquête
Sir George appelle la police, l'inspecteur Bland arrive et s'installe dans le bureau, accompagné de Poirot. L'inspectuer fait alors entres successivement témoins, parents. L'enquête se déroule de la manière suivante : 
- Le rapport d'autopsie déclare qu'elle a été étranglée avec une corde à linge.
- Le policier du village pense que la fillette est "sans histoire" et qu'il faut trouver le meurtrier à l'auberge de jeunesse.
- La mère de la victime déclare qu'elle ne comprend pas pourquoi elle est morte.
- Melle Brewis déclare qu'Hattie Stubbs l'avait chargée de porter un plateau avec un goûter à Marlène, qui était vivante à 4 heures et a observé un couple dans la folie à l'aller.
- Mme Oliver suppose qu'Etienne de Sousa fait peur à Lady Stubbs.
- Michaël Weyman ne sait pas précisément où il était à 4 heures et ne croit pas au témoignage de Mlle Brewis sur la commande de goûter à Marlène.
- Etienne de Sousa avance qu'il a écrit à Lady Stubbs trois semaines avant qu'il vienne et non le jour même.
- Sir George Stubbs ne comprend pas les paroles de sa femme ("il tue les gens") et suppose qu'elle veuille éviter son cousin.
- Peggy Legge annonce qu'elle était sous la tente des rafraîchissement pour prendre le thé entre 4 et 5 heures.
- Mme Folliat contredit l'annonce de Mme Legge, déclare qu'Hattie Stubbs « était une enfant douce, au cœur sensible », et pense qu'elle est morte.

Le lendemain de l'affaire, au petit-déjeuner, Mlle Brewis annonce au détective qu'elle a vu sortir Lady Stubbs la veille de la kermesse au soir, alors qu'elle prétextait une grande fatigue. Pour mieux réfléchir, Poirot se rend dans la folie et rencontre un « jeune homme à la chemise ornée de tortues » qui, lorsqu'il lui dit qu'il viole une propriété privée, regagne l'auberge de jeunesse. Il a ensuite une entrevue avec Peggy Legge qui cherche un médaillon de bracelet en or et qui lui dit l'avoir perdu il y a quelques jours, cependant il l'avait remarqué hier lorsqu'elle lui disait la bonne aventure et en déduit qu'elle est passée ici hier, entre la remise à bateau et la maison, à 4 heures. Il rencontre encore Alec Legge qui se met en nerfs quand il apprend que Poirot a vu passé le "jeune homme à la chemise ornée de tortues". Il remarque alors, dans sa promenade, un pavillon envahi par les rhododendrons et des traces de pas féminins sur le sol. On apprend par la suite que la fouille du yacht d'Etienne de Sousa n'a donné aucun résultat.

### Poursuite de l'enquête
A Helmmouth, l'inspecteur Bland annonce au préfet de police du comté ses hypothèses et suspects : 
- Etienne de Sousa est le principal suspect car sa venue coïncide avec l'enchaînement des drames.
- Alec Legge éprouvait une aversion pour Lady Stubbs ; il aurait pu lui faire les avance, ce qui aurait amené Hattie à le dénoncer à sa femme. Il l'aurait tuée et Marlène Tucker en aurait été témoin.
- Peggy Legge a menti en prétendant être sous la tente des rafraîchissement à l'heure du thé. Elle aurait pu tuer Lady Stubbs après l'avoir vue dans les bras de son mari et Marlène l'aurait surprise.
- Mlle Brewis, qui déteste Lady Stubbs, l'aurait tuée et la jeune Tucker l'aurait vue.

Poirot rend visite au parents de Marlène Tucker qui lui apprennent la mort, probablement accidentelle du vieux Bardle, qui était le grand-père  de Marlène. Le frère de la victime révèle à Poirot que Marlène avait reçu de l'argent d'une personne au château pendant l'été. Poirot se rend alors au cottage des Legge, découvre qu'Alec Legge a des "affinités avec un parti politique controversé" et que Peggy Legge est partie à Londres avec Michaël Weyman.

### Dénouement et révélations finales
Poirot explique alors a l'inspecteur Bland sa conclusion et le fin mot de l'affaire.
Ils rendent visite à Amy Folliat.
Poirot explique : « il y a eu trois meurtres, Lady Stubbs, Marlène Tucker et le vieux Bardle ».
Le fils de Mme Folliat, James, n'a pas été tué à la guerre, mais a déserté. Mrs Folliat avait à Londres la garde d'une jeune fille, peu équilibrées, assez simplette mais très riche, Hattie. James s'est marié avec elle, et, par manoeuvres financières, l'a ruinée, pour devenir à son tour très riche. L'année dernière, le Sir Stubbs rachète la propriété. Il avait vieilli et portait désormais la barbe, de sorte que personne ne devait le reconnaître, sans compter le vieux Bardle qui, lui, le voyait comme James. Mais Sir Stubbs était déjà marié à une italienne quelconque. Le soir même, à Nasse house, James tua Hattie. Le lendemain, la lady Stubbs que les domestiques découvrirent était l'italienne. Le cousin de la vraie Hattie lui envoya une lettre pour lui dire qu'il allait passer en Angleterre sur son yacht. Sir Stubbs appris que le vieux Bardle avait assisté au meurtre et à l'enterrement d'Hattie Stubbs, enterrée sous un chêne déraciné. Il en avait parlé à Marlène, sa petite-fille, qui en avait fait allusion devant Sir George Stubbs, qui lui avait donné de l'argent pour la faire taire. La veille de la kermesse au matin, Lady Stubbs quitta Nasse house en prétextant une migraine et rejoignit la gare, avant de se faire inscrire à l'auberge de jeunesse sous un faux nom et de rejoindre Nasse house en se changeant dans le petit pavillon des rhododendrons. C'est donc elle qui s'est fait houspiller le matin de la kermesse par Sir George. L'après-midi, elle sortit vêtue avec soin mais portait short et chemise en dessous. Elle se changea dans le pavillon des rhododendrons et mettant sa robe dans son sac à dos qu'elle avait déposé puis entra dans la remise en étranglant Marlène. Après, elle rejoignit la fête où elle informa Sir George que tout s'était déroulé comme prévu, dormit à l'auberge de jeunesse comme une innocente touriste et prit le bus le lendemain.
Tout cela, Mme Folliat avait feint de l'ignorer, mais James restait son fils. Pendant ce temps, les hommes de l'inspecteur Bland enlèvent les dalles de la folie, construite à l'emplacement d'un chêne déraciné, il y a un an.

## Élaboration du roman

### Écriture
L'intrigue du roman reprend celle d'un précédent ouvrage non publié : Hercule Poirot and the Greenshore Folly. Agatha Christie avait écrit cette histoire en 1954 dans l'intention d'en reverser les droits à un fond visant à restaurer les vitraux de l'église locale de Churston Ferrers. Elle remplit l'intrigue de références à des lieux réels locaux, dont sa propre maison. Finalement, elle décide de réécrire cette histoire en un roman complet, Poirot joue le jeu, publié deux ans plus tard. Elle reversera au fond de l'église les droits d'une nouvelle de Miss Marple, Le Policeman vous dit l'heure (1956).

### Référence à la réalité
La maison de campagne dans le roman, Nasse House, est fortement inspirée de celle d'Agatha Christie, le Greenway Estate situé dans le comté du Devon. D'ailleurs, la maison sert de lieu de tournage en 2013 à l'adaptation télévisée du roman dans le cadre de la série Hercule Poirot.

## Éditions
- (en) Dead Man's Folly, New York, Dodd, Mead and Company, octobre 1956, 216 p.
- (en) Dead Man's Folly, Londres, Collins Crime Club, 5 novembre 1956, 256 p.
- Poirot joue le jeu (trad. Miriam Dou-Desportes), Paris, Librairie des Champs-Élysées, coll. « Le Masque » (no 579), 1957, 255 p. (BNF 31945426)
- Poirot joue le jeu (trad. Pierre Girard), dans : L'Intégrale : Agatha Christie (trad. de l'anglais, préf. Jacques Baudou), t. 10 : Les années 1953-1958, Paris, Librairie des Champs-Élysées, coll. « Les Intégrales du Masque », 1997, 1245 p. (ISBN 2-7024-2416-3, BNF 35863425)

## Adaptations
- 1986 : Poirot joue le jeu (Dead Man's Folly), téléfilm américain de Clive Donner, avec Peter Ustinov dans le rôle d'Hercule Poirot et Jean Stapleton celui d'Ariadne Oliver ;
- 2007 : Dead Man's Folly, feuilleton radiophonique de BBC Radio 4, avec John Moffatt donnant sa voix à Poirot et Julia McKenzie à Mrs Oliver ;
- 2009 : Agatha Christie : Dead Man’s Folly, jeu d'objets cachés pour PC développé par I-play et édité par The Adventure Company ;
- 2011 : Poirot joue le jeu, bande dessinée française de Marek (scénario et dessin) publiée aux éditions Emmanuel Proust dans la collection Agatha Christie ;
- 2013 : Poirot joue le jeu (Dead Man's Folly), téléfilm de la série britannique Hercule Poirot d'ITV (épisode 13.03), avec David Suchet dans le rôle d'Hercule Poirot et Zoë Wanamaker celui de Mrs Oliver.
- 2022 : Poirot joue le jeu, bande dessinée française de Marek (scénario et dessin) publiée aux Éditions Paquet dans la collection Agatha Christie.